# Moosheide 113 (Mönchengladbach)

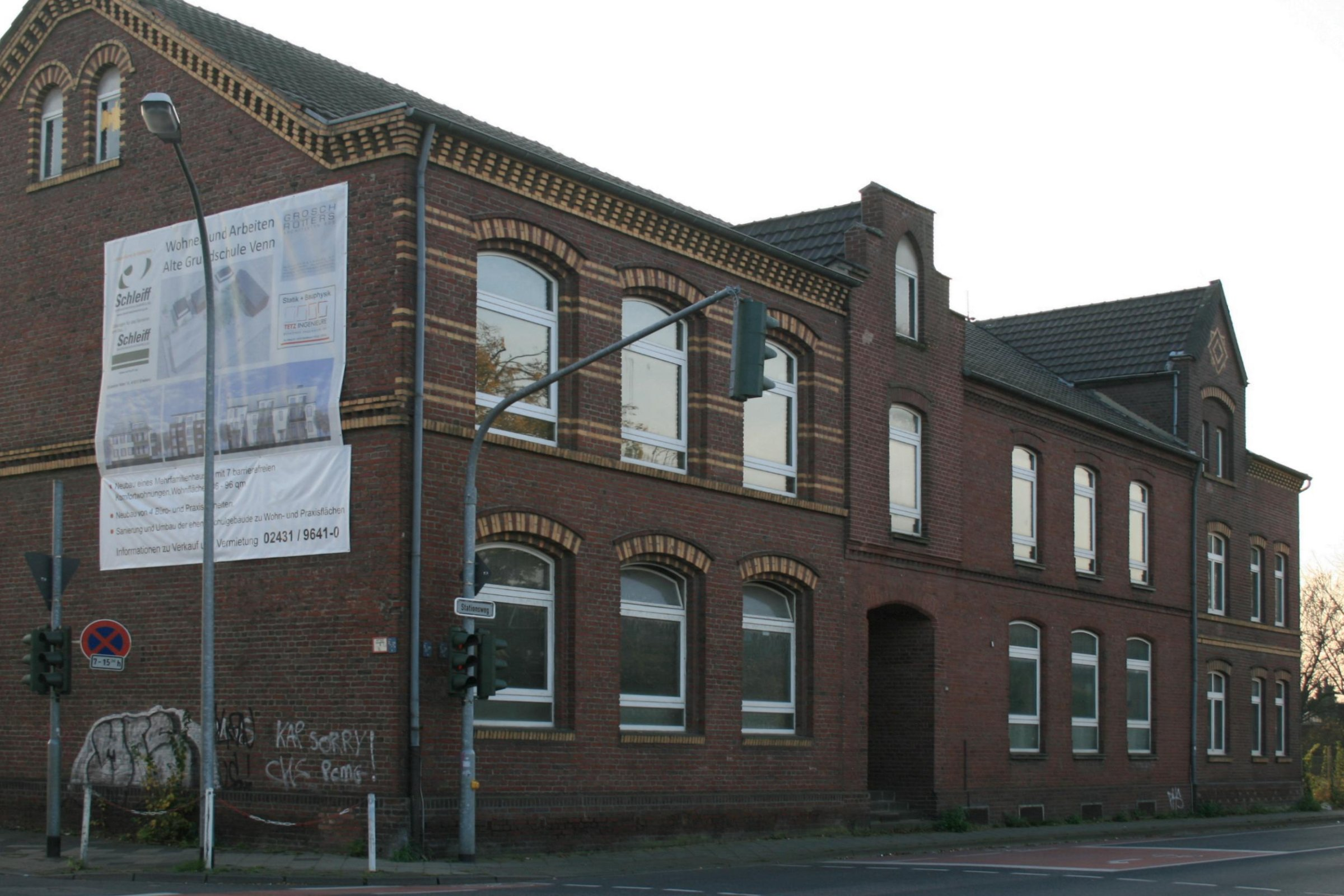
Schule (2010)

Die Schule Moosheide 113 steht im Stadtteil Venn in Mönchengladbach (Nordrhein-Westfalen).
Das Gebäude wurde 1890/91 erbaut. Es wurde zunächst zusammen mit dem Erweiterungsbau auf dem Schulhof (Hausnummer 109) unter Nr. M 059 am 20. Juli 2010 in die Denkmalliste der Stadt Mönchengladbach eingetragen. Inzwischen ist der Eintrag dem Erweiterungsbau auf dem Schulhof vorbehalten und das Gebäude Moosheide 113 wird mit der Nummer M 061 geführt.

## Lage
An der Straßenkreuzung Moosheide – Stationsweg – Mürriger Straße liegt das ehemalige Schulgebäude von Venn, Moosheide 109.

## Architektur
Das Gebäude besteht heute aus einem zum Stationsweg straßenparallelen, zweigeschossigen und in mindestens zwei Bauphasen (1890/91 und 1900) errichteten Backsteingebäude, einem weiteren jüngeren Solitärgebäude auf dem rückwärtigen Schulhof (1927/28), einer diese beiden Baukörper verbindenden – nicht denkmalwerten – Schulhofüberdachung und einer modernen Sporthalle an der Straße Moosheide.

### Schulgebäude (Altbau, 1890/91 errichtet)
Als Keimzelle der Schule in Venn ist ein zweigeschossiges, traufständiges Backsteingebäude unter Satteldach, das in den Jahren 1890/91 errichtet worden ist. Es liegt in der Mitte einer Bauzeile und wird seitlich von einem jüngeren Schulerweiterungsbau bzw. dem ehemaligen Lehrerwohnhaus flankiert. Das vierachsige Gebäude ist der Ursprungsbau des Schulensembles. In der linken Achse liegt der straßenseitige, stichbogige Hauszugang, der über eine Treppenanlage aus Basaltlava-Blockstufen zu erreichen ist.
Die doppelflügelige Holztür ist erhalten. Über einem leicht abgesetzten Sockel mit vier liegenden Kellerbelichtungen liegen im Erdgeschoss drei hochrechteckige, stichbogige Fenster. Das Erdgeschoss ist durch ein dezent angelegtes Gesims gegen das OG abgesetzt, in dem sich die Fassadengestaltung wiederholt. Allerdings ist die linke Achse über dem Hauszugang als Risalit im Obergeschoss leicht vorgezogen und schließt vor der Dachfläche mit einem gestuften Treppengiebel ab. Das Traufgesims ist durch ein Deutsches Band betont.
Die Satteldachfläche entwässert in eine vorgehängte Rinne und ist mit Rheinlandziegeln eingedeckt. Die Rückseite zum Hof ist glatt verputzt und zeigt ebenfalls stichbogige Fenster. In der rechten Achse liegt der hofseitige, modernisierte Hauszugang. Im Innern ist der Eingangsbereich mit roten und grauen Fliesen in Schachbrettmuster belegt. Das Treppenhaus ist erhalten. Hierüber wird auch der östliche Erweiterungsbau angeschlossen.

### Schulerweiterung (Neubau, 1900 errichtet)
Nach Osten schließt an den Altbau ein traufständiges, zweigeschossiges Backsteingebäude unter Satteldach als Erweiterung der Schule um vier Klassen an. An der Straße Stationsweg besitzt es drei Fensterachsen, deren stichbogige Fenster breiter angelegt sind als im Altbau. Sohlbänke und Stichbögen sind durch die Verwendung gelb gebrannter Ziegelsteine betont. Die Sohlbank der Obergeschoss-Fenster ist als Sohlbankgesims angelegt und trennt das Erdgeschoss optisch vom Obergeschoss. Es läuft auch um die Giebelseite herum, wo es stärker angelegt ist. Das Obergeschoss ist zusätzlich betont durch vier Doppelstreifen gelber Ziegel, die die Fensteröffnungen optisch fassen. Die Verwendung stufenartig vorgezogener gelber Ziegel prägt das stark ausgebildete Traufgesims, das auch den Dachabschluss an der Giebelseite zur Straße Moosheide markiert. Im Dachgeschoss der Giebelseite sind zwei schmale rundbogige Fenster angeordnet, deren Einfassung ebenfalls durch farblich abgesetzte Ziegel geprägt ist. Die Rückseite zum Hof ist glatt verputzt und zeigt stichbogige Fenster in drei Achsen.

### Ehemaliges Lehrerwohnhaus (Neubau, 1900 errichtet)
Nach Westen schließt an den Altbau ein traufständiges, zweigeschossiges Backsteingebäude unter Satteldach als ehemaliges Lehrerwohnhaus an. Es gehört zum Erweiterungsbau der Schule. Gestalterisch folgt es grundsätzlich dem östlich gelegenen Erweiterungsbau. Allerdings zeichnet es sich durch geringere Raumhöhen aus, die durch die Lage der Fenster und eines in Decken- und Sohlbankhöhe gelegenen Obergeschoss-Gesimses markiert werden.
Das dreiachsige Gebäude besitzt in seiner linken Achse Im Erdgeschoss und Obergeschoss breitere Fenster, das Dachgeschoss ist durch einen breiten Zwerchgiebel unter Satteldach mit schmalen, hochrechteckigen Doppelfenstern betont. Die Gebäudetiefe ist geringer als beim benachbarten Schulhaus, die sich auf der Hofseite durch ein Einrücken der hier dreigeschossig ausgebildeten Fassade ausdrückt. Die rechte Achse nimmt einen schmalen Hauszugang auf, darüber liegen geschossversetzte Belichtungen für das Treppenhaus. Lediglich der Giebel zeigt zwei Hochrechteckfenster zur Belichtung des Dachgeschosses.

### Erweiterungsbau auf dem Schulhof (1927)
Der 1927 errichtete Erweiterungsbau Moosheide 109 ist ein freistehendes, zweigeschossiges Schulgebäude unter Walmdach in dezent expressionistischer Formensprache. Ziegelsockel, darüber verputzte Wandflächen, die hochrechteckigen Fenster werden durch Ziegelgewände in jedem Geschoss zu je einem horizontalen Fensterband verbunden. Das Treppenhaus ist durch ein geschossübergreifendes Hochrechteckfenster belichtet und in der Fassade markiert. Im Innern sind das Treppenhaus und die Flure einschließlich der Fliesenbeläge zeittypisch erhalten.

## Gebäudeensemble als Denkmal
Die Gebäude sind in ihrer äußeren Hülle und Gestaltung weitgehend original erhalten. Die Fenster wurden denkmaluntypisch erneuert. Im Innern sind wenige Ausstattungselemente erhalten. Die Grundrissstruktur, die Erschließung, die Treppenhäuser mit den sie bestimmenden Materialien (Bodenfliesen, Geländer) und der straßenseitige Hauszugang mit den Basaltlava-Blockstufen und der zweiflügeligen Holztür zählen hierzu.
Das Schulgebäudeensemble dokumentiert fast einhundertzwanzig Jahre Schul- und Ortsgeschichte unweit der Pfarrkirche in Venn. Pfarrkirche, Hochkreuz und Schulhaus markieren den städtebaulichen Mittelpunkt des Ortsteils. Somit prägt das städtebaulich markante straßenparallele Gebäude den Kreuzungsbereich Moosheide / Stationsweg in verhaltener, historistischer Architekturgestaltung und dokumentiert das zu Ende des 19. / Anfang des 20. Jh. starke Siedlungswachstum in den Vororten und Außenbezirken von Mönchengladbach. Die dritte Schulerweiterung um 1927/28 erfolgte dann bereits in modernen, expressionistischen Formen auf dem rückwärtigen Teil des Schulhofs.
Das Objekt ist bedeutend für die Geschichte des Menschen, für Städte und Siedlungen. An seiner Erhaltung und Nutzung besteht ein öffentliches Interesse aus wissenschaftlichen, architekturgeschichtlichen, ortsgeschichtlichen und städtebaulichen Gründen.